# Гантер Томпсон
Гантер Стоктон Томпсон (англ. Hunter Stockton Thompson; 18 липня 1937, Луїсвілл, США — 20 лютого 2005, Вуді Крік, США) — американський журналіст і письменник, творець літературного стилю ґонзо, автор культових романів «Пекельні янголи» (1966), «Страх і відраза в Лас-Вегасі» (1971).

## Біографія

### Дитинство і юність в Кентуккі
Народився в Луїсвіллі, штат Кентуккі, в середньостатистичній американській родині. Батько Джек Роберт Томпсон (1893—1952) походив з Кентуккі, працівник системи державного страхування, був ветераном Першої світової війни. Мати Вірджинія Рей Девісон (1908—1998), теж уродженка штату Кентуккі, працювала головною бібліотекаркою Вільної публічної бібліотеки в Луїсвіллі. Гантерові дали ім'я на честь гіпотетичного предка з шотландської родини матері відомого хірурга Джона Гантера (1728—1793). В нього було двоє молодших братів Девісон і Джеймс (1949—1993). В грудні 1943 родина переїхала в «Трикутник Черокі» — історичний квартал Луїсвілля. Коли Гантеру ще не виповнилося 14 років, від міастенії помер батько; під впливом цієї втрати мати стала алкоголічкою.
З юних літ захоплювався спортом. Високий на зріст (191 см), атлетичний Гантер любив футбол, баскетбол, але іґнорував бейсбол. У вересні 1952 перейшов до Луїсвілльської державної хлопчачої середньої школи і вступив до літературного клубу «Athenaeum», спонсорованого школою. Клуб існував з 1862 р., до нього належали діти із впливових родин Луїсвілля, зокрема Портер Бібб, майбутній засновник журналу Rolling Stone. В цей період юний Томпсон пише статті, працює над випуском клубного щорічника «The Spectator», захоплюється творчістю Джеймса Патріка Данліві, зокрема його «непристойним» романом «The Ginger Man» (1955). Однак у 1955 році за кілька тижнів до випускних екзаменів Гантер, катаючись із друзями на машині, влип у п'яну бійку і, маючи репутацію хулігана, втрапив на 60 діб до в'язниці. Його виключили з літературного клубу, та й зі школи також, тож він не встиг отримати диплом.
Опинившись на волі, Гантер найнявся на роботу до батька дівчини, з якою зустрічався в школі. Проте через два тижні вчинив аварію на довіреній йому вантажівці. Аби уникнути гніву працедавця, Гантер того ж дня записався добровольцем в армію. Здавши екзамени на 97 балів зі 100, він був скерований до Пові́тряних сил США.

### Армія
Після базової підготовки на військово-повітряній базі Лакленд у Сан-Антоніо, Техас, Томпсона скерували на військово-повітряну базу Скотта в Бельвіллі, Іллінойс вивчати електроніку. Проте Гантер бажав стати авіатором і в 1956 перевівся на військово-повітряну базу Еглін поблизу Форт-Уолтон-Біч, штат Флорида. Під час служби він відвідує вечірні заняття в Університеті Флориди в Таллахассі, що фактично став його альма-матір'ю. Тоді ж виходить його перша публікація в The Command Courier. Як спортивний редактор, Томпсон мандрує по всіх США з футбольною командою «Еглін Еглз», іґноруючи армійську рутину; також дописує під псевдонімом до інших видань, оскільки статут забороняв працювати поза службою.
Під час служби Гантер уперше спробував амфетамін; надалі вживання алкоголю, ЛСД, мескаліну, кокаїну та інших наркотиків стало його згубною пристрастю. Випадково ставши свідком трагічної загибелі фотографа Джорджа Томпсона, його однофамільця, якого буквально розплющило спортивним болідом під час гран-прі «Формули-1», Гантер переживає нервовий зрив і впадає в тижневий запій; після цього з'явилося стійке бажання покинути армію. Проте за контрактом він мав відслужити ще 2 роки. Врешті у листопаді 1957 його звільняють достроково і «з почестями» у званні Airman first class (A1C) (авіатор першого класу), що відповідає старшому солдатові в українській армії, принагідно вказавши на бунтарську і зверхню поведінку, що справляє негативний вплив на військовослужбовців.

### Рання журналістська кар'єра
Демобілізувавшись, Томпсон влаштувався спортивним редактором газети в Джерсі Шор, Пенсільванія, згодом переїхав до Нью-Йорка. Завдяки армійській програмі фінансування вищої освіти відвідує заняття в Колумбійському університеті на факультеті загальних дисциплін, спеціалізуючись на написанні коротких оповідань. Аби опанувати стилістику Фіцджеральда й Гемінґвея, Гантер набирав на друкарській машинці тексти романів Великий Гетсбі та Прощавай, зброє!. Паралельно підпрацьовував у Time копіювальником, заробляючи 51 долар на тиждень. Звідти у 1959 його звільнили за непокору. Того ж року він влаштувався репортером до «The Middletown Daily Record» у Нью-Йорку і знову був звільнений через конфліктну ситуацію. Про цей свій досвід Гантер написав близько 1960 року роман «Принц Медуза» («Prince Jellufish») — як хлопець із провінційного Луїсвілля намагається здобути успіх у великому місті, проте роман залишився поза увагою літературних агентів і залишився ненадрукованим.
У 1960 Томпсон переїхав до Сан-Хуана, Пуерто-Рико, на запрошення редактора спортивного журналу «El Sportivo». Тут подружився з керівником журналу «The San Juan Star» і майбутнім романістом Вільямом Джозефом Кеннеді (нар. 1928). Проте «El Sportivo» скоро закрився; Томпсон дописував до «New York Herald Tribune» та інших, подорожуючи островами Карибського моря та Південною Америкою.
Повернувшись до США, він подався автостопом на Захід, опинившись у Біґ-Сурі. Тут упродовж 8 місяців 1961 року працював охоронцем і доглядачем у Стейтс-Хот-Спрінгс — ще до того, як у 1962 тут засновано Інститут Есален. У той період опублікував нарис про артистичне й богемне життя Біґ-Сура в чоловічому журналі «Rogue». Тоді ж написав другий роман «Ромовий щоденник» («The Rum Diary») — про перебування в Пуерто-Рико (почав писати його ще в 1959), і подав до друку кілька оповідань — щоправда, з невеликим успіхом. «Ромовий щоденник» опублікував аж у 1998 р.
У травні 1962 Гантер поїхав до Південної Америки як кореспондент щотижневої газети «The National Observer». Кілька місяців провів у Бразилії, дописуючи до місцевої англомовної газети «The Brazil Herald» у Ріо-де-Жанейро. Згодом до Ріо прибула Його давня подруга Сандра Доун Конклін (тепер Сенді Райт). У травні 1963 року, потрапивши в п'яну бійку, Гантер разом зі Сандрою повернулися до США. Скоро по тому вони одружилися 19 травня 1963 року; оселилися в Аспені, штат Колорадо, де 23 березня 1964 народився син Хуан Фіцджеральд Томпсон.
У 1964 році Томпсон з родиною переїхав до Глен-Еллен, Каліфорнія. Він далі співпрацював із «The National Observer»; досліджуючи тему самогубства Ернеста Хемінгуея, відвідав у 1964 його удову в Кетчумі в штаті Айдахо, де викрав пару лосячих рогів, що висіли над дверима кімнати Хемінгуея — ними пишався усе подальше життя.
Із «The National Observer» порвав, коли редактор відмовився публікувати його рецензію на книжку «Цукеркорозмальована апельсиннопелюсткова обтічна крихітка» («The Baby Kandi-Kolored Tangerine-Flake Streamline Baby») — першу збірку нарисів журналіста Тома Вулфа, що вийшла в 1965 році.

### Сан-Франциско
Того ж 1965 року Томпсон переїхав до Сан-Франциско, де занурився в місцевий контркультурний рух хіпі і почав писати для андеграундного часопису «Spider», що виходив у Берклі.
У той час стрімко зросла популярність каліфорнійського байкерського клубу Ангели Пекла («Hells Angels»), який став місцевою сенсацією. У березні 1965 редактор тижневика «The Nation» Кері МакВільямс (1905—1980) запропонував Гантерові написати про них. 17 травня 1965 р. вийшла стаття «The Motorcycle Gangs» («Мотоциклетні банди: лузери й аутсайдери»), яка здобула значний резонанс. Томпсон отримує пропозиції від 6 видавництв написати книгу про них. Аби глибше пізнати життя і побут Ангелів, Гантер сідає на мотоцикл і вливається в банду. Йому вдалося подолати недовіру і познайомитися з президентом найпотужнішої оклендської філії Пекельних янголів Ральфом «Сонні» Барґером (нар. 1938). Ангели відвідували помешкання, яке Гантер винаймав на проспекті Парнас, 318 у Сан-Франциско, попри нарікання дружини й сусідів. В тому контексті припадає знайомство Томпсона з письменниками Кеном Кізі, Алленом Ґінзберґом та іншими ідеологами хіпі. Він стає популярним, його запрошують на телевізійні шоу як експерта з цієї теми. У 1966 книга «Пекельні янголи: дивна й жахлива сага» («Hell's Angels: The Strange and Terrible Saga of the Outlaw Motorcycle Gangs») була подана до друку в нью-йоркському видавництві «Random House». Проте Янголи запідозрили, що автор збирається нажитися на їхній славі і на початку вересня 1966 р. під час традиційного мотопробігу на Labor day Гантера жорстоко побили. До того ж, сам він вважав, що видавець обманув його. Книга вийшла наприкінці 1966 року. У процесі роботи вималювався майбутній авторський стиль — репортер як безпосередній учасник, а не сторонній споглядач. Попри розрив з Ангелами, Томпсон зберіг любов до швидкісної їзди на мотоциклах на все життя, як і повагу до Сонні Барґера. Ангели визнавали, що ця книга є найправдивіша з усього, що писали про них.
Незважаючи на зацікавлення контркультурою, Гантер Томпсон у переддень Літа Любові в Сан-Франциско 1967 року публікує статтю «The Hashbury» в «New York Times», в якій розкритикував хіпі за відсутність політичних переконань, властивих Новим лівим і мистецької спрямованості Beat Generation: «Тусовка вже не для „змін“ і „прогресу“ чи „революції“, а просто втеча, аби жити на далекому периметрі світу — що, можливо, й має право на існування — аби жити тільки для себе».

### Повернення в Колорадо
Наприкінці 1967 р. Томпсон з дружиною і сином вертаються до Колорадо і орендують будинок у Вуді Крік в гірській місцевості за межами Аспен у Піткін-каунті. Отримавши на початку 1969 року 15 000 $ за книгу «Ангели Пекла», він придбав скромний будинок, в якому прожив решту життя; його називав «Owl Farm» («ферма Сова») і «fortified compound» («фортифікована територія»).
На початку 1968 підписав «Протест щодо оподаткування письменників та редакторів», відмовившись платити податки, протестуючи проти війни у В'єтнамі. У той час він задумав книгу про «смерть американської мрії». Уклавши контракт із видавництвом «Random House», працював над висвітленням президентської кампанії 1968 року і відвідав Демократичну конвенцію 1968 року в Чикаго. Масове побиття поліцією демонстрантів, за яким спостерігав з вікна готельного номера, склало гнітючий вплив на Томпсона: «Я поїхав звідти в істеричній агонії, переконаний, що американська мрія забиває себе саму кийками до смерті». Книга так і не була закінчена і тема загибелі американської мрії була перенесена на пізніше твір «Страх і відраза в Лас-Вегасі».
У 1969 році на виборах мера Аспена балотувався місцевий нонконформіст, адвокат і байкер Джо Едвардс — від партії «Freak Power». Гантер Томпсон активно висвітлював кампанію; щоправда, Едвардс вибори програв. Наступного 1970 року Томпсон вирішує й собі балотуватися на виборах шерифа Піткін-каунті від імені цієї ж партії. Його передвиборна платформа включала пункти: декриміналізація наркотиків (але тільки для особистого вживання, а не продаж, оскільки не толерували спекулянтів), перекопування вулиць і перетворення їх у трав'янисті пішохідні алеї, заборона висотного будівництва, аби не затуляти гір, обеззброєння поліції в публічних місцях, перейменування Аспена на «Місто Жирдяїв» (Fat City), аби відбити інтерес інвесторів, та інші. Оскільки в його конкурента, діючого шерифа, який представляв Республіканську партію, була стрижка їжаком, Томпсон поголився наголо, аби мати змогу звертатися до нього: «Мій патлатий опонент». Він прибув до штаб-квартири часопису Rolling Stone у Сан-Франциско із пропозицією редактору Дженнові Веннеру (нар. 1946) опублікувати статтю про партію «Freak Power»; зі собою мав 6 пляшок пива, які випив у його присутності. 1 жовтня 1970 року в № 67 була опублікована «Битва за Аспен» («The Battle of Aspen»), де йшлося про минулорічне балотування Джо Едвардса; ця стаття стала його першою публікацією в Rolling Stone, в цьому виданні вийшли кращі тексти Гантера Томпсона. За кілька днів до виборів претендент від республіканців зняв кандидатуру на користь демократа, аби не пройшов представник партії Фриків. В ніч виборів з'я вилася загроза підриву будинку Томпсона в Вуді Крік, тож його довелося патрулювати всю ніч озброєним охоронцям, очевидно, тоді й з'явилося визначення «fortified compound». Попри те, що Томпсон програв вибори, він набрав 44 % голосів у Піткін-каунті. Згодом Гантер відзначав, що його стаття в Rolling Stone значно більше мобілізувала його опозицію, аніж прихильників.

### Ґонзо
У червні 1970 року в луїсвілльскій спортивній газеті «Scanlan's Monthhy» Томпсон опублікував статтю «Дербі в Кентуккі це декадентство й занепад». За ініціативою редактора Воррена Джеймса Гінкла (1938—2016) її проілюстрував британський художник Ральф Стедман (нар. 1936) — в експресіоністичному дусі, використовуючи губну помаду та олівець для підводки очей. Попри те, що стаття не здобула масового розголосу, вона ознаменувала початок тривалої співпраці Гантера Томпсона зі Стендманом, а також новий репортерський стиль — ґонзо з його надмірним суб'єктивізмом, емоційним поданням матеріалу, коли автор не просто безпристрасний спостерігач, а фактичний учасник подій, із частим цитуванням, сарказмом, гумором, обсценною лексикою, переплетінням реального й ірреального, що властиво постмодернізмові. Першим увагу на таку подачу матеріалу звернув редактор журналу «The Boston Globe Sunday Magazine» Білл Кардосо. Він написав Томпсону, що це прорив: «Це все, це чистий Ґонзо. Якщо це старт, то продовжуйте котитися». Томпсон зразу вхопився за цей термін, повідомивши Стедманові: «Гаразд, це я і роблю. Ґонзо».
В цьому стилі написаний роман «Страх і відраза в Лас-Вегасі: шалена подорож у серце американської мрії», опублікований у двох випусках журналу Rolling Stone у жовтні—листопаді 1971 р., а в липні 1972 року — окремим виданням у Random House. Завданням Томпсона як репортера було висвітлення популярної мотоциклетної гонки «Mint 400», а заодно і поліцейської конференції по боротьбі з наркотиками. У поїздку автор подався разом зі своїм другом Оскаром «Зета» Акоста (1935 — зник 1974), адвокатом, активістом Руху за права чиканос. У романі, що здобув широку популярність, Томпсон повернувся до теми загибелі американської мрії, зробивши невтішний висновок про завершення епохи контркультури хіпі. Книгу ілюстрував Ральф Стедман.
Наприкінці 1971 року Томпсон поринає в президентську кампанію, в якій від Республіканської партії кандидував діючий президент Річард Ніксон, а від Демократичної — Джордж Макговерн. Томпсон був лютим ненависником Ніксона і підтримував Макговерна, заодно висміюючи його конкурентів від демократів Едмунда Маскі й Г'юберта Гамфрі. Проте Ніксон зміг утриматися при владі. Серія статей, що висвітлювала передвиборну гонку в Rolling Stone, вийшла в наступному 1973 році окремим виданням «Страх і відраза передвиборної гонки'72» і визнана класикою політичної документалістики і ґонзо-журналістики, вершиною творчості Гантера Томпсона як репортера. Зрештою Ніксон змушений був у 1974 піти у відставку достроково внаслідок Вотергейтського скандалу, що розгорівся в ході президентської кампанії влітку 1972 року.

### Криза
Синхронно з цією відставкою проявляються ознаки творчої кризи Томпсона — внаслідок пияцтва й зловживання наркотиками. Він пропустив рейтинговий поєдинок «Гуркіт у джунґлях» між Мухаммедом Алі й Джордж Форманом 30 жовтня 1974 року, куди його відправив редактор Rolling Stone Дженн Веннер. Прибувши в Кіншасу разом з Ральфом Стедманом, Томпсон навіть не глянув у телевізор, натомість весь час провів у басейні. З'їздив у Сайгон перед відступом американських військ у квітні 1975 року, але йому не довірили висвітлювати президентську кампанію 1976 року. Стосунки з Веннером погіршилися, хоча Томпсона й залишили в Rolling Stone на посаді керівника «Бюро з питань національних справ» — її він займав до самої смерті.
Згодом Томпсон розпочинає публікацію 4-томника публіцистичних статей попереднього періоду під назвою «The Gonzo Papers». Перший том «Велике полювання на акул: дивні казки з дивних часів» («The Great Shark Hunt: Strange Tales from a Strange Time») вийшов у 1979 році.
На своєму ранчо «Owl Farm» у Вуді-Крік Томпсон влаштовує безумні оргії за участі кіно-, рок- і порнозірок, зі стрільбою і піротехнікою. У 1980 він розлучається зі Сандрою Конклін, проте дружні стосунки вдалося зберегти до смерті. Цього ж року вийшов фільм режисера Арта Лінсона (нар. 1942) «Там, де бродить бізон» («Where the Buffalo Roam») за романом «Страх і відраза в Лас-Вегасі». Роль Гантера Томпсона зіграв Білл Мюррей.
У 1980 його відправили на Гаваї висвілювати марафон у Гонолулу. Томпсон прибув туди разом з Ральфом Стендманом і залишився на Гаваях надовго. Результатом став роман «Прокляття Лоно» («The Curse of Lono»), виданий 1983 у видавництві «Bantam Books»; його також проілюстрував Стедман.
Восени 1983 Томпсон висвітлював Вторгнення США в Гренаду, але матеріал оприлюднив аж 2003 р. Наприкінці 1983 він опублікував матеріал про скандальне розлучення актриси Роксани Пулітцер з Гербертом Пуліцером. Висвітлюючи «стиль життя у Палм-Біч (Флорида)», не оминув пікантних подробиць. Громадськість розцінила це як повернення Томпсона до репортерської форми.
У 1985 році він приймає пропозицію написати про «couples pornography» для Playboy і знайомиться з магнатами порноіндустрії братами Джеймсом Ллойдом «Джим» (1943—2007) та Арті Джеєм (1945—1991) Мітчеллами, піонерами живого еротичного шоу. Два роки, починаючи з літа 1985, працює нічним менеджером у «Mitchell Brothers O'Farrell Theatre» у Сан-Франциско, що демонстрував стриптиз-шоу і порнофільми виробництва братів Мітчелл та інші. Результатом став роман «Нічний менеджер» («The Night Manager»), проте він залишився неопублікованим.
Надалі вийшли друком наступні томи з серії «The Gonzo Papers»" — «Покоління свиней: казки про встид і деградацію» («Generation of Swine: Tales of Shame and Degradation in the ’80s») у 1988, «Пісні приреченого: ще трохи нотаток про смерть американської мрії» («Songs of the Doomed: More Notes on the Death of the American Dream») у 1990 і «Краще, ніж секс: сповідь політичного наркомана» («Better Than Sex: Confessions of a Political Junkie») у 1994 р.
На початку 1990-х Томпсон пише роман «Поло мого життя» («Polo Is My Life») на підставі свого досвіду менеджера стрип-бару в «Mitchell Brothers O'Farrell Theatre»; уривок був надрукований в Rolling Stone, але до книги справа не дійшла.
Врешті 1998 року видано його ранній роман «Ромовий щоденник». Того ж року вийшов фільм Страх і огида в Лас-Вегасі за однойменним романом, знятий британцем Террі Гільямом. Роль Томпсона зіграв Джонні Депп.
23 квітня 2003 року Гантер Томпсон одружився зі своєю секретаркою Анітою Беджмук. Далі проживав на своєму ранчо у Вуді Крік у Піткін-каунті, штат Колорадо.
Того ж 2003 року вийшов збірник мемуарів «Царство страху: непривабливі таємниці зірковохрещеної дитини у фінальні дні американського віку» («Kingdom of Fear: Loathsome Secrets of a Star-Crossed Child In the Final Days of the American Century»). Останньою прижиттєвою книгою Гантера Томпсона став збірник спортивних коментарів, написаних у 2000—2003 рр. «Наших б'ють! Кривавий спорт, американська доктрина і коловорот тупості» («Hey Rube: Blood Sport, the Bush Doctrine, and the Downward Spiral of Dumbness»), виданий 2004 р.

### Самогубство
Шалений стиль життя зрештою привів до спустошення, депресії та думок про самогубство.
У неділю 20 лютого 2005 року на ранчо до Гантера приїхав син Хуан-Фіцджеральд з невісткою Дженніфер Вінкел і внуком Віллом. Дружина Аніта в цей час займалася в спортзалі. Дженніфер з Віллом в сусідній кімнаті грали в гру «20 запитань», Хуан фотографував. Гантер набрав на друкарській машинці дату «22 лютого 2005 року» і посередині другої сторінки слово «Адвокат». Подзвонив Аніті, попросивши її прийти, аби допомогти написати колонку в газету, в цей час заряджав пістолет. Коли вона, не підозрюючи нічого, повісила трубку, він вистрелив собі в голову. Смерть настала о 17-42. Діти почули звук, але подумали, що впала книга. Через півгодини Хуан зайшов подивитися. Побачивши батька мертвим, він зателефонував шерифові, після чого зарядив дробовика, вийшов на засніжену вулицю і тричі вистрелив у повітря.
Пресі повідомили, що не вірять у самогубство з відчаю, а що це був обдуманий акт з причини погіршення здоров'я. Ральф Стедман згадував: «25 років тому назад він сказав, що насправді почувався би в пастці, якщо б не знав, що може вбити себе в будь-який момент. Я не знаю, сміливість це чи дурість, чи щось інше, але це було неминуче. Я думаю, що правдивість того, що він писав, полягала у тім, що він мав на увазі саме те, що й говорив». Через 3 місяці Rolling Stone опублікував записку Томпсона, написану за чотири дні до його смерті під заголовком «Футбольний сезон закінчено»: «Більше жодних ігор. Жодних бомб. Жодних прогулянок. Жодних веселощів. Жодних плавань. 67. Це на 17 років більше, ніж 50. На 17 більше від того, що я потребував і чого прагнув. Скучно. Я завжди злий. Жодних веселощів ні для кого. 67. Ти стаєш скупим. Поводься на свій вік. Розслабся — буде не боляче».
Ще 1978 року в інтерв'ю телеканалові BBC Томпсон висловив бажання влаштувати друзям «посмертну вечірку», вистреливши з гармати власними останками. Тепер це інтерпретували як останню волю письменника. 20 серпня 2005 року влаштували процедуру похорону тлінних останків. Було зведено 47-метрову вежу, на якій встановили гармату і зображення 6-палого кулака, що стискає квітку пейота — символ Томпсона під час кампанії з виборів шерифа Піткін-каунті. Проект був складений Томпсоном і Стедманом і оприлюднений на каналі BBC у програмі «Omnibus» під назвою «Страх і відраза у Gonzovision» ще в 1978 році. Постріл провели з гармати крізь кулак надвечір в супроводі червоних, білих, синіх та зелених феєрверків під музику «Spirit in the Sky» Нормана Грінбаума (1969 року) і Mr. Tambourine Man Боба Ділана. Видатки в сумі 3 мільйони доларів покрив Джонні Депп: «Все, що я роблю, це намагання виконати його останнє бажання. Я просто хочу відправити свого друга так, як він хотів піти». Були присутніми 280 осіб, зокрема сенатори Джон Керрі, Джордж Макговерн, актори Джек Ніколсон, Білл Мюррей, Бенісіо дель Торо, Шон Пенн, художник Ральф Стедман.

## Творча спадщина

### Манера письма
Томпсона часто називають творцем ґонзо-журналістики, стилю написання, що стирає відмінності між правдою та вигадкою. Його роботи і стиль вважаються значним кавалком Нової журналістики літературного руху 1960-х і 1970-х років, в яких він силувався вийти за межі чисто об'єктивного стилю основного часу репортажу. Томпсон завше писав від першої особи, широко використовуючи свій власний досвід і емоції для забарвлення оповіді. Він прагне писати з почуттям гумору, барвисто і фантасмагорійно, часто перебільшує події, щоб вони виглядали цікавішими.
Термін Ґонзо став застосовуватися як одне з-поміж багатьох інших означень дуже суб'єктивного художнього вираження.

## Українські переклади
- Страх і відраза в Лас-Вегасі: шалена подорож у серце американської мрії. Переклад з англійської: Борис Превір. Київ: Hurtom, 2012. — 217 с. (epub) ISBN відсутній
- Страх і відраза в Лас-Вегасі: шалена подорож у серце американської мрії. Переклад з англійської: Гєник Бєляков. Київ: Комубук, 2016. — 224 с. — ISBN 978-966-97490-0-0